# DA・パンツ!!
『DA・パンツ!!』（ディーエーパンツ）は、Cadathが2003年にWindows向けに開発、発売したアダルトゲームである。本項では、電波ソングとしても知られる、主題歌「PAPAPAPAPANTSU〜だってパンツだもんっ!」（通称「だってパンツだもんっ」、「ぱんつぅ」）とエンディングテーマソング「ぱんつ音頭」についても説明する。

## 概要
本作は、スカートめくりシステムが搭載されている作品として知られる。女の子が画面上に存在する間、例えば会話途中であってもスカートめくりを行なうことが可能となっている。本作の女の子は毎日パンツを穿き替えている設定となっており、計50種類以上のパンツ（ゲーム期間約1週間×5人＋攻略ルートによるパンツの変動）が用意されている。また、左記のようにして作中で見たパンツは、メニューから「ぱんつカタログ」を選択することで観賞可能となっている。
本作は同ブランドの他作品同様、全アダルトシーンが着衣Hとなっており、実際にはパンツずらしHとなっている。また、精液が流れ出るアニメーションが設けられている点も、同ブランド他作品同様である。なお、後者は設定でスキップさせることも可能となっている。
本作の主題歌「PAPAPAPAPANTSU〜だってパンツだもんっ!」とエンディングテーマソング「ぱんつ音頭」は萌え電波ソングとしても知られている。これらの曲は、本作発売時点で既にフルコーラスバージョンが収録済みであったが、本作にはショートバージョンしか収録されなかった。しかし、多数のファンの要望を受けて、本作発売後約5ヶ月後の2003年6月7日、両曲が収録されたマキシシングルが発売されることとなった。CDの初回プレスは発売後約1週間で完売したという。なお、「PAPAPAPAPANTSU〜だってパンツだもんっ!」の通称でもある「ぱんつぅ」は、曲中に登場する掛け声であるが、当初は「ワンツー」であったとされている。
その他、主題歌やエンディングテーマソング以外にも「おんがくモード」で観賞可能な全BGMの名前に「パンツ」という文字が含まれている点や、購入者を対象としたアンケート葉書に、「穿いているパンツの色」・「スカートめくりの経験」・「パンツを題材にした作文」などを募集する文面が記されているといった点にも、パンツへのこだわりが見られる。

## ストーリー
日本に謎の生命体が現れた。「チュパンツ・カブル」（注：チュパカブラではない）と呼ばれるその生命体は、パンツの形をしており、空を飛んで女性を襲うのだという。襲われた女性の下半身に貼り付き、元々穿いていたパンツは吸収され、子宮に根を下ろして脱げなくなってしまう。そしてそのまま放っておくと、子宮の養分が吸い取られ、子供の産めない体になってしまう。
研究家パンツスキー博士は「チュパンツ・カブル」が強化された精子に弱いことを突き止め、穿いている男性の精子を強化させるパンツ「DA・パンツ!!」（正式名称：DOPYU&ATTACKパンツ）を開発する。主人公は、ひょんなことから「チュパンツ・カブル」と戦うことになる。

## 登場キャラクター
攻略ルートによって、キャラクター設定が大きく変わる部分が存在する。以下の設定はあくまで各キャラクターの一面に過ぎない。

### メインキャラクター
加賀 ちはや（かが ちはや）
声：松永亜夜
誕生日：12月22日、スリーサイズ：61-50-64
主人公の妹。学年は下で、同じ学校に通っている。舌足らずで能天気。頭が悪そうな行動や発言が目立つ。穿いているパンツはお子様系のものが多い。
なお、ちはやはインストール直後は実妹であり、攻略することはできないが、他の4人を特定条件で攻略すると、ゲーム開始時に「ちはやを義妹とするかどうか」の選択肢が表示される。そして、義妹を選択することで攻略対象キャラクターに加えられるようになっている。
高崎 永奈（たかさき えいな）
声：関口なつみ
誕生日：6月8日、スリーサイズ：85-63-90
主人公の幼馴染の1人で、クラスメイトでもある。実家が神社でアルバイト巫女をやっている。元気な性格、というよりはむしろ暴力的。穿いているパンツは動きやすいものが多い。
桜井 三緒（さくらい みお）
声：芹澤友美
誕生日：10月29日、スリーサイズ：72-59-67
主人公の幼馴染の1人で、クラスメイトでもある。学校へは、主人公および主人公の妹ちはやと一緒に通学している。元気なドジっ娘で、非常によく転んでしまう。穿いているパンツは可愛いものが多い。
大瀬良 舞羽（おおせら まいは）
声：鈴堂弓香
誕生日：7月4日、スリーサイズ：74-57-79
大瀬量財閥の養子。元は真鍋商事の社長令嬢であったが、狂気に満ちたと噂されている真鍋社長から親族である大瀬良が舞羽を引き取ったため、今は大瀬良として過ごしている。華道、茶道、琴などを嗜む、世間知らずな大人しいお嬢様系。主人公とはクラスメイトの関係にあたる。看護部に所属。穿いているパンツは高価なものが多い。
久住 利香（くずみ りか）
声：文月かな
誕生日：4月18日、スリーサイズ：82-58-80
ちはやのクラスメイトで親友。主人公の後輩にあたる。ソフトボール部所属。内気なドジっ娘。妄想癖があり、両親から受け継いだものである。穿いているパンツは子供ショーツ系が多い。

### サブキャラクター
須藤 恵美（すどう めぐみ）
声：山田智己
学校の保険医。23歳。博士号を持っているという。

## システム
基本的には選択肢を用いた行動分岐によるアドベンチャーゲームとなっているが、スカートめくりシステムが搭載されている点が特徴的である。
女の子が画面上に存在する場合、例えば会話途中であっても、画面右に表示される「パンチラ」ボタンあるいは「パンモロ」ボタンを押下することで、スカートめくりを行なうことが可能となっている。また、ブルマやめくりにくいタイプのスカートの場合には「おろしボタン」が登場し、このボタンを押下することでパンツを見ることが可能である。また、作中に登場させたパンツは、メニューから「ぱんつカタログ」を選択することで着せ替え観賞可能となっている。なお、スカートめくりには、対象キャラクターの好感度を上下させる効果がある。また、スカートをめくってパンツを見ることは、「チュパンツ・カブル」との対決によって消耗するパンツゲージを回復させる効果も持っている。
謳い文句にあった「いつでもどこでもスカートめくりが可能」とは異なり、実際にはスカートめくりシステムが実際に設けられているのはシナリオ序盤のみに限られる。それ以降は女の子側からパンツを見せるシチュエーションであったり、偶然見えるシチュエーションであったりと、プレイヤー主体でなくともパンツを見ることが可能なシナリオ展開となっている。
本作にはシナリオが進まなくなるなどの致命的な問題から2度のパッチが作成されている。1度目のパッチは公式サイトからダウンロード可能であったが、2度目のパッチは登録ユーザーへの送付のみとなっていた。2度目のパッチ送付直後にメーカーが倒産して公式サイトも消滅、パッチは転載不可となっていることから、以降、パッチは入手できない状態となっている。

## スタッフ
- シナリオ：斑津須木太郎（ぱんつすきたろう）
- 原画：なつかわさらさ
- 音楽
  - 主題歌「PAPAPAPAPANTSU〜だってパンツだもんっ!」
    - 作詞：斑津須木太郎
    - 補作詞・作曲・編曲：アブレスサウンドチーム
    - 歌：高野真由子&IPT（いちごパンツ隊）

  - エンディングテーマソング「ぱんつ音頭」
    - 作詞：斑津須木太郎
    - 補作詞・作曲・編曲：アブレスサウンドチーム
    - 歌：IPT（いちごパンツ隊）

『電撃姫』の2003年11月号に高野真由子が取り上げられており、「だってパンツだもんっ」のネットでの盛り上がり、CD発売、ライブ開催に至るまでの経緯がドキュメンタリー風動画としてDVDに収録されている。
IPT（いちごパンツ隊）とは、本作で声優を務めた松永亜夜、芹澤友美、関口なつみによるユニットである。
作詞を務めた斑津須木太郎は、原画スタッフであるなつかわさらさが資料として購入したパンツを頭に被りながら作詞をしたという。